# Università Lucian Blaga

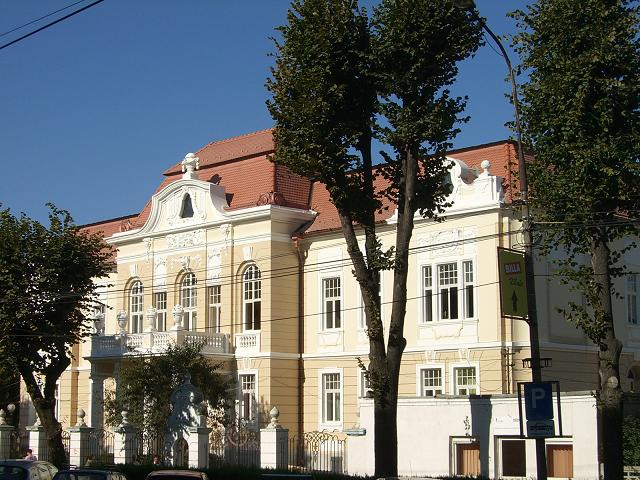
Il palazzo del rettorato

L'Università Lucian Blaga (ULBS) è un istituto di istruzione superiore con sede a Sibiu. È intitolata allo scrittore Lucian Blaga.
Nel 2011 è stata classificata nella seconda categoria in Romania, quella delle università di istruzione e ricerca scientifica.

## Struttura
È composta da nove facoltà e molteplici centri di istruzione a distanza in diverse città della Romania.